# Cottonwood Creek (Bighorn River)
Der Cottonwood Creek (auch Meeyero Creek) ist ein linker Nebenfluss des Bighorn Rivers im Norden des US-Bundesstaates Wyoming mit einer Länge von rund 108 km.

## Verlauf
Der Cottonwood Creek entspringt an der Nordostflanke des Cottonwood Peak in der östlichen Absaroka Range auf einer Höhe von etwa 3170 m. Er fließt zunächst in südöstliche Richtung durch das Hot Springs County und erhält von rechts den South Fork Cottonwood Creek und den Sugar Loaf Creek. Nach rund 30 km wendet sich der Cottonwood Creek in nordöstliche Richtung, erhält von links Wagonhound Creek und Prospect Creek und unterquert den hier von Thermopolis nach Cody verlaufenden Wyoming Highway 120. Im weiteren Verlauf durch das Bighorn Basin erhält er mit dem 80 km langen Grass Creek von links seinen längsten Zufluss und erreicht das Washakie County, in dem er nach Unterqueren von US20/WY789 rund 25 km südwestlich von Worland auf einer Höhe von 1276 m in den Bighorn River mündet.

## Hydrologie
Der Cottonwood Creek ist als Nebenfluss des Bighorn River Teil des Einzugsgebietes des Yellowstone River, der über Missouri und Mississippi in den Golf von Mexiko entwässert. Das Einzugsgebiet des Cottonwood Creek umfasst ein Areal von 1077 km² und grenzt im Norden an das Einzugsgebiet des Gooseberry Creek und im Süden an das des Owl Creek. Der mittlere Abfluss am Pegel in Winchester beträgt 1 m³/s, die größten Abflüsse finden sich in den Monaten Mai und Juni. Vom Cottonwood Creek zweigen mehrere Bewässerungskanäle ab.

## Belege
1. 1 2 3 4 5  Cottonwood Creek. In: Geographic Names Information System. United States Geological Survey, United States Department of the Interior (englisch).
2. 1 2  USGS 06265500 COTTONWOOD CREEK AT WINCHESTER WYO. USGS, abgerufen am 19. Juni 2024 (englisch).